# Vind Kirke
Vind Kirke ligger i Vind Sogn i Herning Kommune (Viborg Stift).

## Bygningen
Vind Kirke er en kullet kirke (uden tårn) og bygget af rå granit- og munkesten udhugget i kvadre. Den er blevet ombygget flere gange, hvilket ydersiden bærer præg af. Skønt den ikke har et tårn, er der tegn på bygningen af, at der kan have været et tårn på et tidspunkt. Således er der en blændet rundbue i gavlen mod vest, lige som placeringen af døren mod nord tyder på, at der tidligere har været et tårn mod vest. Der er imidlertid ingen skriftlige kilder, der understøtter denne teori. Kirkens oprindelige klokke var fra anden halvdel af det 12. århundrede, men blev i 1992 erstattet af den nuværende. Den gamle klokke opbevares nu i en niche i kirkens kor.

### Interiør
Det ældste element i kirken er døbefonten, der er i romansk stil. Dåbsfadet er fra omkring 1575 og viser Mariæ bebudelse; den er i sydtysk stil. Prædikestolen er fra 1639 i renæssancestil; den blev sat i stand i 1974.

## Historie
Skriftlig dokumentation om Vind Kirke findes første gang i Ribe Oldemoder fra 1325, men det menes, at kirken er fra omkring år 1200. Efter en periode, hvor den lå forfalden hen i forbindelse med urolighederne i første halvdel af det 14. århundrede blev den genopbygget omkring 1520 under ledelse af præsten Ib Jensen, idet våbenhuset dog blev bygget til i 1863.
På kirkegården finder man en åben grav. Heri står kisterne med det lokale ægtepar Hanne og Anders Kjær, og disse kister kan beses gennem en gitterlåge. Da Hanne Kjær døde i 1940, ønskede hendes mand at begrave hende i haven ved deres hjem, men tilladelsen hertil kunne ikke uden videre gives. Derfor blev hendes kiste af zink sat i et gravkammer på kirkegården, mens Anders Kjær ventede på en tilladelse til at flytte hende. Denne var endnu ikke kommet, da han selv døde i 1945, og der blev ikke gjort mere ved sagen. I stedet blev hans kiste sat ind ved siden af hustruens, hvorved begge kister nu er synlige ved kirkens vestgavl.
Kirken blev senest restaureret i 1974, hvor der blev anlagt nyt gulv og opsat et nyt orgel.